# Natàlia Xipàieva
Natàlia Xipàieva (en rus: Наталья Шипаева) (Saransk, 1967) va ser una ciclista soviètica d'origen ucraïnès. Va guanyar una medalla de bronze als campionats del món en Contrarellotge per equips de 1990 fent equip amb Natàlia Meliókhina, Nadejda Kibardinà i Valentina Polkhànova.